# PGC 43529
LEDA/PGC 43529 (inoffiziell auch NGC 4745B) ist eine Linsenförmige Galaxie vom Hubble-Typ S0 mit aktivem Galaxienkern im Sternbild Haar der Berenike am Nordsternhimmel. Sie ist schätzungsweise 546 Millionen Lichtjahre von der Milchstraße entfernt und hat einen Durchmesser von etwa 150.000 Lichtjahren. Vom Sonnensystem aus entfernt sich das Objekt mit einer errechneten Radialgeschwindigkeit von näherungsweise 12.200 Kilometern pro Sekunde.
Gemeinsam mit NGC 4745 bildet sie das optische Galaxienpaar Holm 474. Im selben Himmelsareal befinden sich unter anderem die Galaxien PGC 43462, PGC 43618, PGC 43619, PGC 1804221.